# 降A大调波兰舞曲 (肖邦)
A♭大调波兰舞曲《英雄》（法語：Héroïque）是波兰作曲家弗雷德里克·肖邦第53号作品，创作于1842年，献给其好友——德国犹太银行家奥古斯特·莱奥（Auguste Léo）。這是肖邦最著名和最重要的钢琴作品之一，不過标题“英雄”不是蕭邦本人手筆，而是后来音乐学家和钢琴家所加上。

## 结构

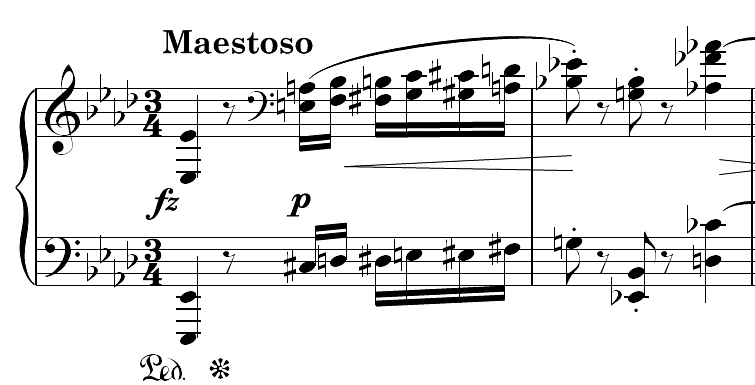
乐谱开头

该作品的节奏是“Alla polacca e maestoso”（“波兰，雄伟的”），结构介于三段体（ABA）和回旋曲（ABACA）之间，因为第一段（16个小节）比第二段（74个小节）短得多。主题之前是约30秒华丽的引子，双手快速的上行半音音阶，确立全曲的气氛，展现英雄气势。 
第一个主题是熟悉的A♭大调舞曲，左手以八度移动。移高八度重复后，短小的颤音填补了主题中的一些听觉空白。第一个间奏呈现了一系列和弦的进行，左手伴奏再现波兰舞曲旋律，并再次重复主题。 
第二个间奏以六个响亮的琶音和弦开始，随后转入轻柔的固定低音下行八度，接着E大调和E♭大调（写作D♯大调）先后出现。下行八度后进行曲旋律重复两次，接着是抒情的长间奏，和弦行进且多次转调。一段下行旋律之后间奏结束，更加响亮和富有戏剧性的主题再现，变化后尾声结束。
演奏该曲一般需要7分钟，全曲为
拍，但有多处标注的节奏变化。 